# Cheiracanthium zebrinum
Cheiracanthium zebrinum är en spindelart som beskrevs av Savelyeva 1972. Cheiracanthium zebrinum ingår i släktet Cheiracanthium och familjen sporrspindlar. Inga underarter finns listade i Catalogue of Life.